# Посёлок центральной усадьбы совхоза «Мир»
Посёлок центральной усадьбы совхоза «Мир» — посёлок  в Московской области России. Входит в состав городского округа Шатура (до 2017 года — Шатурского района). Население — 3131 чел. (2021).

## Расположение
Посёлок центральной усадьбы совхоза «Мир» расположен в центральной части Шатурского района, расстояние до МКАД порядка 131 км. Высота над уровнем моря 138 м.

## История
Во второй половине 1990-х — первой половине 2000-х годов посёлок входил в Кривандинский сельский округ.
В настоящее время в посёлке имеется средняя общеобразовательная школа, детский сад, дом культуры, поликлиника, отделение почтовой связи, библиотека.
С 2006 до 2017 гг. входил в состав Кривандинского сельского поселения Шатурского муниципального района.

## Население
| 2002 | 2006  | 2010  | 2021  |
| ---- | ----- | ----- | ----- |
| 3031 | ↗3215 | ↘2955 | ↗3131 |